# اواباشی (گوموش‌حاجی‌کوی)
اواباشی (به ترکی استانبولی: Ovabaşı) یک منطقهٔ مسکونی در ترکیه است که در گوموش‌حاجی‌کوی واقع شده‌است.